# Sachiko Morisawa
Sachiko Morisawa (en japonais : 森沢 幸子, née en 1945) est une pongiste japonaise. Elle a remporté plusieurs médailles mondiales dont trois titres en 1967, en simple, en double et par équipes et une médaille de bronze en 1969 par équipes.